# 술폴로부스 아키도칼다리우스
술폴로부스 아키도칼다리우스(Sulfolobus acidocaldarius)는 술포로부스속에 속하는 한 종이다.